# Fermette de Champlon
L'ancienne fermette ou ferme de Champlon est un immeuble situé dans le village de Champlon faisant partie de la commune de Marche-en-Famenne en Belgique (province de Luxembourg). Elle est reprise sur la liste du patrimoine immobilier classé de Marche-en-Famenne.

## Localisation
L'immeuble est situé dans la localité de Champlon, au no 74 de la rue de la Forêt, la rue principale du village. Cette rue possède aussi une autre fermette avec colombages au no 70.

## Historique et description
La fermette a été bâtie au cours du XVIIIe siècle pour ses travées centrales puis agrandies d'une travée latérale de chaque côté au cours du XIXe siècle et/ou du XXe siècle. Cette bâtisse est entièrement réalisée par une structure en pans de bois (colombages) et torchis enduit de couleur blanche. Le mur pignon est haut de trois niveaux,.